# Provincia de Sarangani
Sarangani es una provincia en la región de Soccsksargen al sur de la isla de Mindanao en  Filipinas. Se divide a dos partes, separadas por la Bahía de Sarangani y la ciudad de General Santos (abreviado GenSan) en la provincia de Cotabato del Sur.

## División administrativa

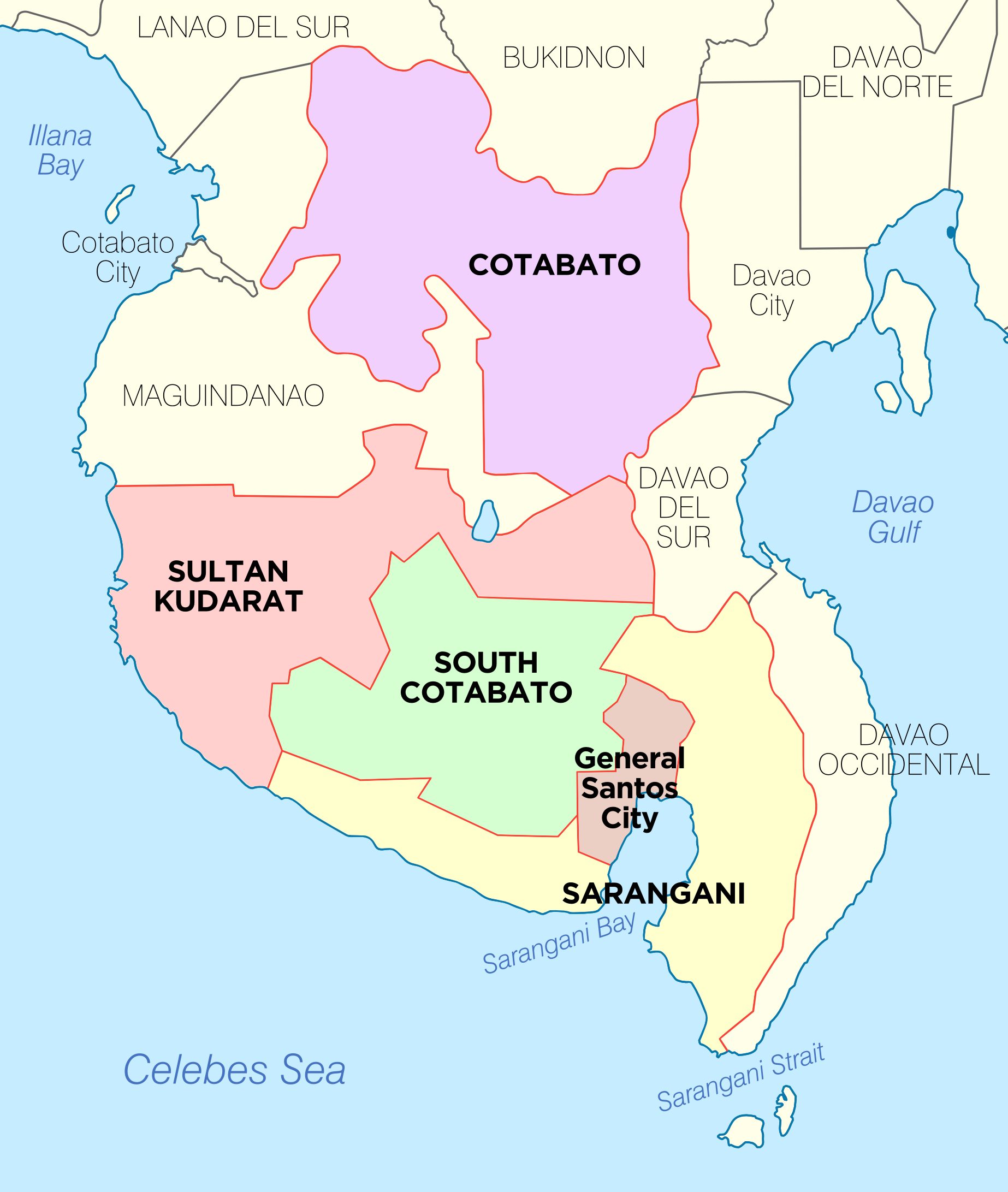
Región XII.

Políticamente la provincia de Sarangani, de segunda categoría,  se divide en 7 municipios y 141 barrios.
Consta de un único distrito para las elecciones al Congreso.
| Ciudad/Municipio | N.º de Barangays | Población (2010) | Área (km²) | Código    |
| ---------------- | ---------------- | ---------------- | ---------- | --------- |
| Alabel           | 13               | 75.477           | 510,98     | 128001000 |
| Glan             | 31               | 106.518          | 610,30     | 128002000 |
| Kiamba           | 19               | 54.871           | 328,68     | 128003000 |
| Maasim           | 16               | 52.933           | 500,43     | 128004000 |
| Maitum           | 19               | 41.675           | 290,66     | 128005000 |
| Malapatán        | 12               | 72.386           | 609,28     | 128006000 |
| Malungón         | 31               | 95.044           | 750,92     | 128007000 |

## Historia

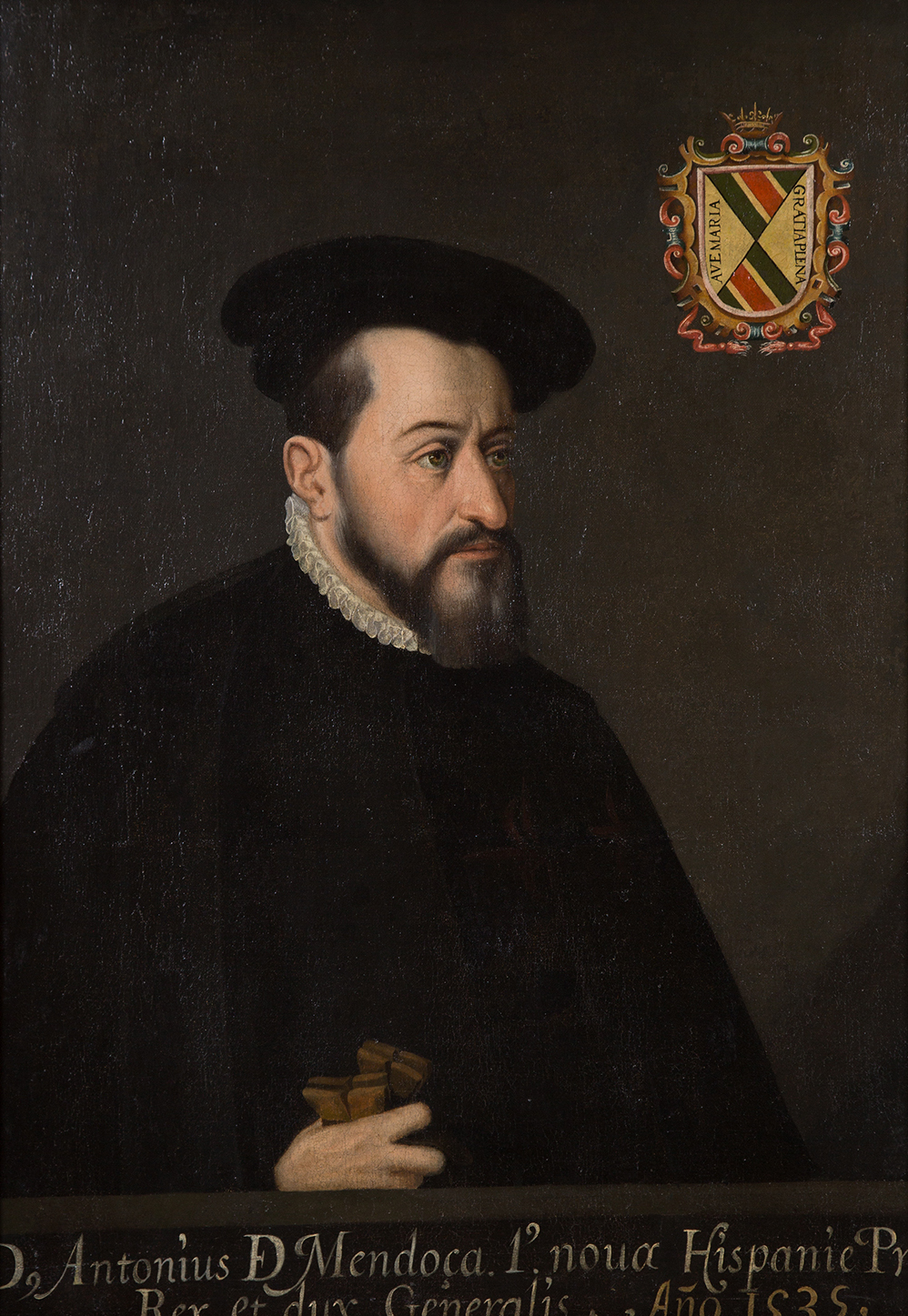
Antonio de Mendoza. En Los Gobernantes de México.

La isla de Antonia, hoy conocida como de Sarangani,  fue así bautizada por Ruy López de Villalobos en 1543 en honor  al virrey de Nueva España Antonio de Mendoza y Pacheco,  quien encargó a Villalobos su expedición a las Filipinas.
Los nativos indígenas pertenecían a la etnia llamada "MunaTo", palabra que significaun "primero la gente".

### Influencia española

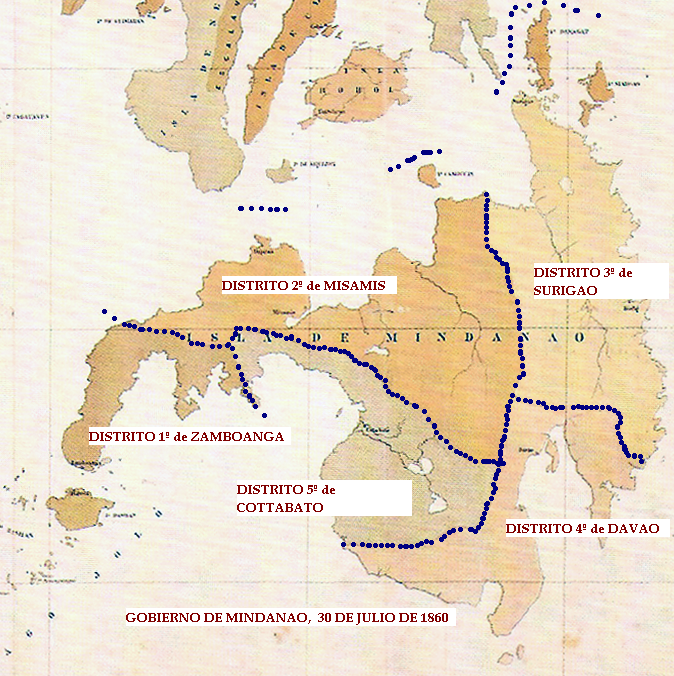
Gobierno de Mindanao: Los 5 Distritos creados por Real Decreto de 30 de julio de 1860.

El Distrito 4º de Dávao, llamado antes Nueva Guipúzcoa, cuya capital era el pueblo de Dávao e incluía la  Comandancia de Mati,   formaba  parte del Imperio español en Asia y Oceanía (1520-1898).

## Ocupación estadounidense
El 31 de diciembre de 1916 durante la ocupación estadounidense de Filipinas, una vez pacificado el archipiélago se organiza territorialmente sobre la base de tres grandes divisiones: El territorio de la ciudad de Manila, 36 provincias ordinarias u las 7 provincias del Departamento de Mindanao y Sulu.
Una de estas siete es la  provincia de Cotabato situada al este y al sur de Lanao, al sur de la provincia de Bukidnon y al oeste de Dávao. Comprendía dos municipios Cotabato y Parang.
El Departamento fue un organismo de la administración colonial estadounidense cuyo ámbito territorial abarcaba todas las áreas dominadas por  musulmanes.
En 1912 se abre este territorio a la colonización cristiana.
Se estableció el 23 de julio de 1914 en sustitución de la Provincia del Moro después de que éste se dividió en los distritos de Zamboanga, Lanao, Cotabato, Dávao y Sulu.
Más tarde se incluyeron otras provincias como Agusan, Bukidnon y Surigao pero excluyendo Lanao.
Según el censo de 1918 formaban parte de esta provincia los distritos municipales de Glan y de Kiamba.

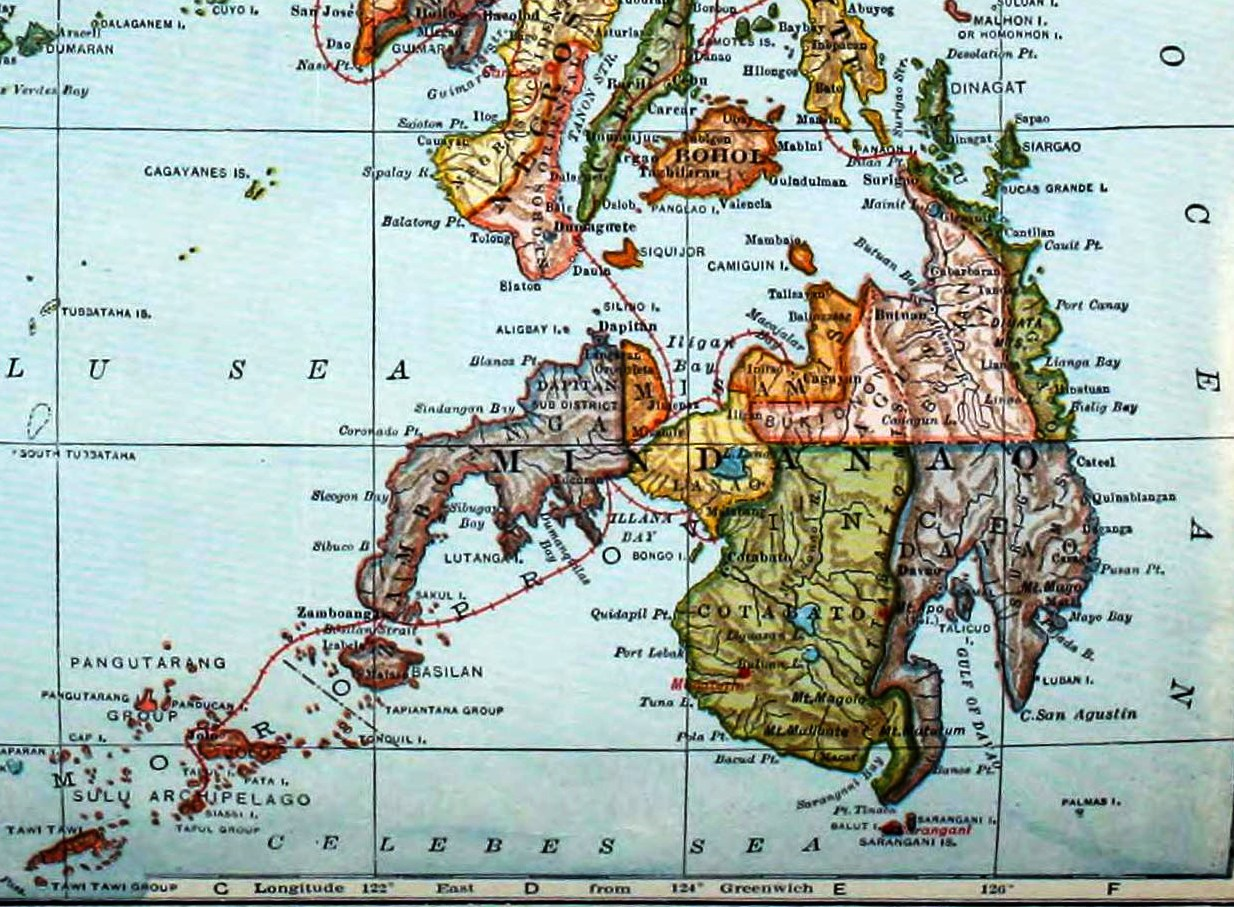
Mindanao en
1921

En febrero de 1920 queda abolido este Departamento, y transfiriendo sus responsabilidades a la Oficina de las tribus no cristianasdependiente del Departamento del Interior.

### Independencia
El 7 de mayo de 1959 los barrios de Maitum, Maitum Alto, Maguling, Ticulab, Luan, Mindupok, Lanao, Talukao, Kalaong Mabay, Penal, Kalanig, Malalag, Malalag Alto, Kiayap, Sison, Kambojan, Kiambing, Saub, Milbuk, Linao y Takal, hasta entonces pertenecientes al municipio de  Kiamba, pasan a formael nuevo municipio de Maitum cuyo ayuntamiento queda establecido en el barrio del mismo nombre.
El 18 de julio de 1966 el presidente Ferdinand E. Marcos suscribe la ley Republic Act n.º 4849 por la que los municipios de Norala, Surala, Banga, Tantangan, Koronadal, Tupi, Polomolok, Kiamba, Maitum, Maasim, Tampacan y Glan, así como la ciudad del Rajah Buayan, hoy General Santos, quedan segregadas de la provincia de Cotabato para formar una nueva denominada provincia de Cotabato del Sur siendo su capital el municipio de  Koronadal. La actual provincia de Cotabato menos el territorio que comprende los municipios antes mencionados continuará a ser conocido como Cotabato.
El 21 de junio de 1969 los barrios de Lumasal, Kindap, Pananag, Lumatil, Kanalo, Bual, Daliao, Kablacan, Maasim, Vales, Colon, Kamanga, Seven Hills, Malbang, Lampane, Mahil, Dangan, Malalag, Coluby de  Cocub,  que hasta entonces formaban parte del municipio de  Kiamba y los sitios de Tinoto y de Bailat de la ciudad de General Santos, forman el nuevo municipio de Maasim.
Esta mismo día los barrios de Sapu-Padidu, Sapu-Masla, Malapatán, Tuyán, Lun-masla, y Lun-Padidu y todos los Sitios de los mismos, hasta ahora pertenecientes al municipio de Glan, pasan a formar parte del nuevo municipio de Malapatán cuyo ayuntamiento queda estabelcido en el barrio del mismo nombre.
Hasta  1992 Sarangani formaba el Tercer Distrito de Cotabato del Sur.
La provincia fue creada por Ley de la República N º 7228 de 16 de marzo de 1992, a iniciativa del congresista, James L. Chiongbian. Su esposa, Priscilla L. Chiongbian fue el primer gobernador de Sarangani, por lo que se les conoce como el Padre y la Madre de esta provincia.

## Cultura
Sarangani celebra el aniversario fundación cada mes de noviembre con el  "Festival MunaTo."